# Pavant
Pavant é uma comuna francesa na região administrativa de Altos da França, no departamento de Aisne. Estende-se por uma área de 5,43 km². Em 2010 a comuna tinha 787 habitantes (densidade: 144,9 hab./km²).